# Marnie (opéra)
Pour les articles homonymes, voir Marnie (homonymie).
Représentations notables
- 2018 au Metropolitan Opera de New York

Marnie est un opéra du compositeur américain Nico Muhly sur un livret de Nicholas Wright, créé en 2017 à Londres. L'histoire est basée sur le roman éponyme de 1961 par Winston Graham.

## Historique
L'opéra, commandé en coproduction avec le Metropolitan Opera de New York, est créé en première mondiale le 18 novembre 2017 à Londres à l'English National Opera, sous la direction de Martyn Brabbins. La première américaine eut lieu au Met de New York le 19 octobre 2018,. La mise en scène y est dirigée par Michael Mayer, les décors y sont assurés par Julian Crouch, les costumes ont été réalisés par Arianne Phillips et l'éclairage par Kevin Adams,,.
Plusieurs reprises eurent lieu à New York en 2018, dirigées cette fois-ci par Robert Spano, et mettent en scène notamment la cantatrice Isabel Leonard dans le rôle de Marnie. La septième et dernière représentation de l'opéra lors de la saison new-yorkaise a été retransmise en captation vidéo dans le cadre de la série Metropolitan Opera Live in HD.

## Description
Marnie est un opéra de deux actes en anglais d'une durée d'environ deux heures et vingt minutes ; il s'agit du troisième opéra écrit par le compositeur. La partition inclut notamment le nombre important de dix-huit solistes sur scène.
À l'inverse de l'adaptation du roman en film par Alfred Hitchcock en 1964, le librettiste Nicolas Wright a cherché à rendre l'histoire du livre le plus fidèlement possible, en suivant scrupuleusement l'ordre des scènes ainsi que l'apparition et le rôle des personnages.

### Résumé
Marnie se fait voleuse sous le nom Mary Holland, afin de dédommager sa mère, qui l'accuse d'avoir étouffé son petit frère pendant l'enfance. Elle se fait employer par une entreprise mais lui vole de l'argent en cachette. Elle se fait finalement démasquer par son patron Mark Rutland, qui la force à se marier et vivre avec lui en la menaçant de tout dévoiler dans le cas contraire. Le frère de celui-ci, Terry, séduit, cherche à la conquérir, mais, face à son refus, la dénonce aux autorités. Arrêtée par la police, elle apprend dans le même temps que sa mère est morte et la vérité sur la mort de son frère est dévoilée : elle ne l'a pas tué.

## Rôles
| Rôle                      | Voix          | Première le 18 novembre 2017 Direction : Martyn Brabbins | Reprise au Met en 2018, Direction : Robert Spano |
| ------------------------- | ------------- | -------------------------------------------------------- | ------------------------------------------------ |
| Marnie                    | mezzo-soprano | Sasha Cooke                                              | Isabel Leonard                                   |
| Mark Rutland              | baryton       | Daniel Okulitch                                          | Christopher Maltman                              |
| Terry Rutland             | contreténor   | James Laing                                              | Iestyn Davies                                    |
| Mrs Rutland               | soprano       | Lesley Garrett                                           | Janis Kelly                                      |
| Lucy                      | soprano       | Diana Montague                                           | Jane Bunnell                                     |
| M. Strutt                 | ténor         | Alasdair Elliott                                         |                                                  |
| La mère de Marnie         | contralto     | Kathleen Wilkinson                                       | Denyce Graves                                    |
| Laura Fleet               | soprano       | Eleanor Dennis                                           | Ashley Emerson                                   |
| Little Boy                |               |                                                          | Gabriel Gurevich                                 |
| Malcolm Fleet             | tenor         | Matthew Durkan                                           | Will Liverman                                    |
| Dr Roman                  | basse         | Darren Jeffery                                           | James Courtney                                   |
| Dawn                      | soprano       | Alexa Mason                                              | Stacey Tappan                                    |
| Miss Fedder               | soprano       | Susanna Tudor-Thomas                                     | Marie Te Hapuku                                  |
| La mère de Marnie en 1940 | soprano       | Ella Kirkpatick                                          |                                                  |
| Derek                     | tenor         | David Newman                                             |                                                  |
| Chœur mixte               |               |                                                          |                                                  |

## Analyse

### Structure
Nico Muhly fait le choix d'écrire son opéra sans y inclure d'airs mais laisse se développer la musique au fil des récitatifs. Marnie possède quatre doubles, des "ombres", qui suivent le personnage tout le long de l'œuvre —qui finissent par former un chœur—, représentant ses différentes personnalités et tempéraments en conflit, derrière lesquelles elle tenterait de se protéger du monde extérieur.